# 大成中國消費
大成中証中國內地消費ETF（港交所：3071）是於香港交易所上市的交易所交易基金。这是一個指數追蹤基金，旨在追蹤中証内地消费主题指数的中國股市內可自由買賣的内地消费企業股票(A股)之表現。基金的買賣單位為每手500股。
現時基金持股比重最大公司（按所佔比重大小排序）為贵州茅台、五粮液、苏宁电器等。 